# 気分転換
気分転換（きぶんてんかん）とは、気分を切り替えること。嫌な感情をごまかす場合は、気晴らし、憂さ晴らしと呼ぶ。
ストレス管理（ストレス解消）として有効な方法とされ、気分転換の方法として、運動（散歩）、趣味(音楽、読書、映画鑑賞)、レジャー、カラオケ、温泉浴などの行動が挙げられる。